# Mora (Minnesota)
Mora ist eine Kleinstadt (mit dem Status „City“) und Verwaltungssitz des Kanabec County im US-amerikanischen Bundesstaat Minnesota. Das U.S. Census Bureau hat bei der Volkszählung 2020 eine Einwohnerzahl von 3.665 ermittelt.

## Geografie
Mora liegt im  Osten Minnesotas am Snake River, einem rechten Nebenfluss des in den Mississippi mündenden St. Croix River. Die Stadt liegt auf 45°52′26″ nördlicher Breite, 93°17′38″ westlicher Länge und erstreckt sich über 13,65 km².
Benachbarte Orte von Mora sind Quamba (10,6 km nordöstlich), Henriette (15,7 km östlich), Grasston (20,2 km südöstlich), Brunswick (12 km südlich) und Ogilvie (13,9 km südwestlich).
Die nächstgelegenen größeren Städte sind Minneapolis (109 km südlich), Minnesotas Hauptstadt Saint Paul (118 km in der gleichen Richtung), Duluth am Oberen See (152 km nordöstlich) und Eau Claire in Wisconsin (241 km südöstlich).

## Verkehr
Als östliche Umgehungsstraße des Zentrums von Mora verläuft die Minnesota State Route 65 in Nord-Süd-Richtung durch das Stadtgebiet. Auf der Höhe des Zentrums kreuzt die Minnesota State Route 23. Alle weiteren Straßen sind untergeordnete Landstraßen und teils unbefestigte Fahrwege sowie innerörtliche Verbindungsstraßen.
Im nordöstlichen Stadtgebiet befindet sich mit dem Mora Municipal Airport ein kleiner Regionalflugplatz. Der nächste Großflughafen ist der Minneapolis-Saint Paul International Airport (126 km südlich).

## Demografische Daten
Nach der Volkszählung im Jahr 2010 lebten in Mora 3571 Menschen in 1513 Haushalten. Die Bevölkerungsdichte betrug 261,6 Einwohner pro Quadratkilometer. In den 1513 Haushalten lebten statistisch je 2,21 Personen.
Ethnisch betrachtet setzte sich die Bevölkerung zusammen aus 96,1 Prozent Weißen, 0,8 Prozent Afroamerikanern, 0,7 Prozent amerikanischen Ureinwohnern, 0,3 Prozent Asiaten sowie 0,3 Prozent aus anderen ethnischen Gruppen; 1,9 Prozent stammten von zwei oder mehr Ethnien ab. Unabhängig von der ethnischen Zugehörigkeit waren 2,2 Prozent der Bevölkerung spanischer oder lateinamerikanischer Abstammung.
23,4 Prozent der Bevölkerung waren unter 18 Jahre alt, 54,8 Prozent waren zwischen 18 und 64 und 21,8 Prozent waren 65 Jahre oder älter. 52,8 Prozent der Bevölkerung war weiblich.

Das mittlere jährliche Einkommen eines Haushalts lag bei 40.083 USD. Das Pro-Kopf-Einkommen betrug 20.655 USD. 15,4 Prozent der Einwohner lebten unterhalb der Armutsgrenze.

## Städtepartnerschaften
- Mora in Schweden ist Partnerstadt Moras.
- Weitere Beziehungen bestehen zu Asahikawa in Japan und Changchun in der Volksrepublik China.[7]

## Persönlichkeiten
Gladys Nordenstrom-Krenek (1924–2016), Komponistin, ist in Mora geboren.